# 频率选择面
频率选择表面（Frequency Selective Surface），是一种薄面的、周期性的介质面（例如微波炉的炉门），用来反射、透射或吸收一定频率的电磁波。频率选择面是一种光学滤波器，其滤波功能是通过频率选择表面上的规则的、周期的图案（通常是金属，有时是电介质）来实现的。根据频率选择面的结构，频率选择面还具有随入射角和极化性质发生变化的特性。频率选择表面已被广泛应用于射频领域，还在微波炉、天线罩和超材料上有广泛应用。有时频率选择面也被简称为周期面。